# Střízlík bažinný
Střízlík bažinný (Cistothorus palustris) je malý druh pěvce z čeledi střízlíkovitých (Troglodytidae). Hnízdí v močálech s vysokou hustou vegetací na rozsáhlém území Severní Ameriky. Je částečně tažný. Živí se hmyzem, pavouky a hlemýždi. Hnízdo je oválné, vybudované ze stébel rostlin, s vchodem na jedné straně. V jedné snůšce bývá 4-6 vajec.